# Kraljeva palača, Bruselj
Kraljeva palača v Bruslju (nizozemsko Koninklijk Paleis van Brussel, francosko Palais Royal de Bruxelles, nemško Königlicher Palast von Brüssel) je uradna palača belgijskega kralja in kraljice v središču državne prestolnice Bruselj. Ne uporabljajo je kot kraljevo prebivališče, saj kralj in njegova družina živijo v kraljevi palači Laeken na obrobju Bruslja. Na spletni strani belgijske monarhije je opisana takole:
"Palača je tam, kjer njegovo veličanstvo kralj uresničuje svoja pooblastila kot vodja države, sprejema ljudi in se ukvarja z državnimi zadevami. V kraljevi palači je poleg pisarn kralja in kraljice tudi služba velikega maršala dvora, kraljevega vodje kabineta, vodje kraljevega vojaškega gospodinjstva in namestnika kraljevega civilnega seznama. V palači so tudi državni prostori, v katerih so veliki sprejemi, ter apartmaji, namenjeni tujim voditeljem med uradnimi obiski."
Palača je pred Bruseljskim parkom. Dolg trg, imenovan Paleizenplein/Place des Palais, ločuje palačo od parka. Sredinska os parka zaznamuje srednji peristil palače, sredi hrbtne strani stavbe na drugi strani parka je Narodna palača (stavba belgijskega zveznega parlamenta). Zdi se, da sta stavbi simbol belgijskega načina vladanja: ustavna monarhija.
Kot je pogosto omenjeno, je fasada polovico daljša kot Buckinghamska palača , njena tlorisna površina pa je za 33.027 m² manjša od polovice tlorisa Buckinghamske palače (77.000 m²). 

## Zgodovina
Fasada, ki jo vidimo danes, je bila zgrajena po letu 1900 na pobudo kralja Leopolda II. Prvo jedro današnje stavbe izhaja iz konca 18. stoletja. Vendar pa so bili temelji, na katerih je palača stala, nekoč del Coudenberške palače, zelo starega palačnega kompleksa iz srednjega veka. 
Prva stavba na hribu Coudenberg je bila zgrajena med drugo polovico 11. in prvo polovico 12. stoletja. V tistem času je bila verjetno videti kot utrjen grad, ki je bil del utrdbe mesta Bruselj. Bila je dom brabantskega vojvode, ki je prav tako prebival v bližnjem mestu Leuven in v gradu Tervuren. V naslednjih stoletjih je bila obnovljena, razširjena in izboljšana v skladu s povečanim ugledom brabantskih vojvod in njihovih naslednikov: burgundski vojvode, cesar Karel V., avstrijski nadvojvoda Albert VII. in infantinja Izabela Španska ter zaporedni guvernerji habsburške Nizozemske.
Slavnostna dvorana ali Prestolna dvorana (Aula Magna) je bila zgrajena za Filipa Dobrega v 15. stoletju. V njej se je cesar Karel V. leta 1555 odpovedal prestolu v korist svojega sina Filipa II. Ta ugledni kompleks je na žalost uničil požar 3. februarja 1731. Razvaline so izginile, ko je bilo območje preurejeno po letu 1775. Takrat so bile postavljene mestne osi današnjega Bruseljskega parka. Kraljevi trg je bil zgrajen na ostankih uničene palače. Izkopavanja mesta različnih arheoloških organizacij so odkrila veliko ostankov različnih delov palače in okoliškega mesta. Spomeniške zaklade, ki so ostali pod trgom in okoliškimi stavbami, si je mogoče ogledati.

### Nova palača
Karel Aleksander Lotarinški, takrat guverner habsburške Nizozemske, je imel novo palačo (Palača Karla Lotarinškega), zgrajeno na bližnjem mestu nekdanje palače družine Nassau (Hof van Nassau). Ta palača je zdaj del belgijske Kraljeve knjižnice. Stari vrt palače je bil preurejen v javni park. Na severni strani je zgradil novo stavbo za brabantski svet (Raad van Brabant/Conseil de Brabant), ki ga je gradil francoski arhitekt Gilles Barnabé Guimard, in je danes  belgijski zvezni parlament, znana kot Narodna palača. Na drugi strani parka (gradbeno zemljišče današnje palače) se je srednja os parka nadaljevala kot ulica med dvema novo zgrajenima stavbama. Ena je bila prebivališče opata bližnje opatije Coudenberg, medtem ko je bila druga prebivališče pomembnih vladnih članov.
Po dunajskem kongresu leta 1814 je Bruselj (skupaj s Haagom) postal skupna prestolnica novo uveljavljenega Združenega kraljestva Nizozemske. Pod vladavino nizozemskega kralja Viljema I. je bila ulica prekrita in dve dvorani povezani z galerijo. Novooblikovana palača je dobila novo neoklasicistično fasado, ki jo je oblikoval Tilman-François Suys s peristilom na sredini, in balkon s kovanim železnim parapetom, ki obdaja celotno prvo nadstropje.
Ulica ob novi palači se je razširila in tako je nastal Place des Palais ali Paleizenplein. Novi trg se je imenoval 'Trg palač' v množini, ker je bila na levi strani kraljeve palače zgrajena še ena palača. Ta nova stavba (1823) je bila zasnovana kot rezidenca prestolonaslednika Oranjskega princa (poznejši nizozemski kralj Viljem II.). Danes je sedež Kraljeve akademije znanosti in umetnosti Belgije in se zato imenuje Academiënpaleis/Palais des Academies. Sobe in saloni starih dvorcev so bili vključeni v novo kraljevo palačo in so bili le delno prenovljeni. Nekateri so preživeli obnovo 19. in 20. stoletja in so danes delno nedotaknjeni. Pomemben dodatek notranje dekoracije iz časa Viljema I. je tako imenovana 'Imperijska soba', ki je bila zasnovana kot plesna dvorana. Ima zelo izbrano kremno in zlato dekoracijo, ki jo je zasnoval in izvedel znameniti francoski kipar François Rude.

### Razširitev palače
Po belgijski revoluciji je bila palača podarjena Leopoldu I., ko se je na prestol povzpel kot prvi belgijski kralj. Tako kot njegov predhodnik Viljem II. je palačo uporabljal predvsem za uradne sprejeme in druge reprezentativne namene in je živel v kraljevi palači Laeken. Med njegovo vladavino (do leta 1865) se je v palači malo spremenilo. Njegov sin in naslednik Leopold II., ki je presodil, da je stavba preskromna za kralja njegovega rodu, je do leta 1909 nadaljeval širitev in krasitev palače. V obdobju njegove vladavine se je površina palače skoraj podvojila. Po zasnovi njegovega arhitekta Alphonsa Balata so bile dodane sobe, kot so 'Veliko stopnišče', 'Prestolna soba' in 'Velika galerija'. Balat je prav tako načrtoval novo fasado, vendar je umrl, preden se bili načrti uresničeni.
Šele po letu 1904 je bila nova fasada narejena po novih načrtih Henrika Maqueta. Pedimentna skulptura prikazuje alegorično podobo Belgije, ki jo sestavljajo skupine, ki zastopajo Industrijo in Kmetijstvo, belgijskega kiparja Thomasa Vinçotta. Novo oblikovanje palače je vključevalo uradni sprednji vrt, ki je ločeval stavbo od Trga palač.

## Kraljeva zbirka
V palači je pomemben del kraljeve zbirke. Sestavljajo jo predvsem državni portreti in pohištvo Napoleona, Leopolda I., kralja Ludvika Filipa in Leopolda II. Srebrnino, porcelan in droben kristal hranijo v kleteh, ki se uporabljajo na državnih banketih in ob uradnih priložnostih na dvoru. Kraljica Paola je nekatere državne prostore opremila s sodobnimi umetniškimi deli.
Na državnih obiskih so kraljevi apartmaji in stanovanja na voljo gostujočim voditeljem držav. Tudi veleposlaniki so tu sprejeti z državnimi častmi. Tu so novoletni sprejemi za zvezo Nato, veleposlanike EU in politike. Kraljeve poroke se odvijajo v palači, pa tudi telo pokojnega kralja leži tukaj. Če je kralj trenutno v državi, je zastava dvignjena na osrednji stavbi. Če je v palači, stoji spredaj častna straža.

## Galerija
- Panoramski pogled na Kraljevo palačo v Bruslju ponoči
- Dvorana ogledal na vrhu EU-ASEM leta 2010
- Kralj med zasebno avdienco v svojem uradu
- Velika Bela soba
- Kraljeva palača s severovzhodnega kota
- Nemški vojaki korakajo mimo palače, maj 1940

## Druga literatura
- André Molitor. The Royal Palace in Brussels. Musea Nostra. Ghent, Crédit Communal & Ludion, 1993.
- Liane Ranieri. Léopold II urbaniste (Leopold II as town planner). Brussels, Hayez, 1973.
- Irène Smets. The Royal Palace in Brussels. Ghent, Ludion, 2000.
- Arlette Smolar et al., Le Palais de Bruxelles (The Palace of Brussels). Huit siècles d'art et d'histoire (Eight centuries of art and history). Brussels, Crédit Communal, 1991.
- Thierry Van Oppem. 'Aux origines du Palais Royal de Bruxelles, un hôtel ministériel de la fin du XVIIe siècle'. ("The origins of the Royal Palace of Brussels, a late 17th century ministerial mansion"). Maison d'Hier et d'Aujourd'hui, 1991.